# Javier Barrios Amorín
Javier Barrios Amorín (Rocha, 16 de octubre de 1899-31 de mayo de 1964) fue un político uruguayo, perteneciente al Partido Nacional.

## Biografía
Graduado como abogado en la Universidad de la República. Poco después fue elegido diputado por el departamento de Rocha en 1925, ocupando el escaño hasta 1931. Ese año es nombrado presidente de la Corte Electoral. En 1933 renunció en oposición al golpe de Estado de Gabriel Terra y luchó activamente contra el autoritarismo. En 1942 vuelve a ser electo diputado por Rocha hasta 1950. Posteriormente fue elegido senador por el Partido Nacional Independiente para el periodo 1951-1959.
En 1956, ante las negociaciones con vistas a la reunificación del Partido Nacional, Barrios Amorín se opuso pero, como la mayoría del Congreso del Nacionalismo Independiente votó a favor, acató.
El 8 de marzo de 1964 fundó el Movimiento Nacional de Rocha. Falleció el  31 de mayo de 1964, a los 64 años.
En la actualidad, una calle de Montevideo lo homenajea y también la ruta nacional número 15 doctor Javier Barrios Amorín.
Su hijo Javier Barrios Anza también incursionó en el Movimiento de Rocha, siendo electo diputado a la salida de la dictadura.